# Projecte Artemis
|  | No s'ha de confondre amb Programa Artemis. |

El Projecte Artemis va ser un projecte de vol espacial privat per establir una base permanent i autosostenible a la Lluna per al 2002. Porta el nom d'Àrtemis, la deessa de la Lluna i germana bessona d'Apol·lo (una referència al Projecte Apollo). Els creadors del projecte, Lunar Resources Company, va formar l'Artemis Society com a una ONG sense ànim de lucre al 1994. Van planejar cobrir els costos per explotar el valor de l'entreteniment en la creació d'una colònia lunar. També creien que els seus costos serien una petita fracció del que hauria gastat una agència governamental, com la NASA.
El projecte estudia altres projectes de colonització de l'espai, així, com les colònies en les llunes dels planetes exteriors.

## Descripció general
La missió de referència va ser dissenyada per proporcionar la infraestructura suficient per crear una petita base lunar. No es va construir cap maquinari de vol.

### Maquinari de la missió

#### Vehicle de transferència lunar

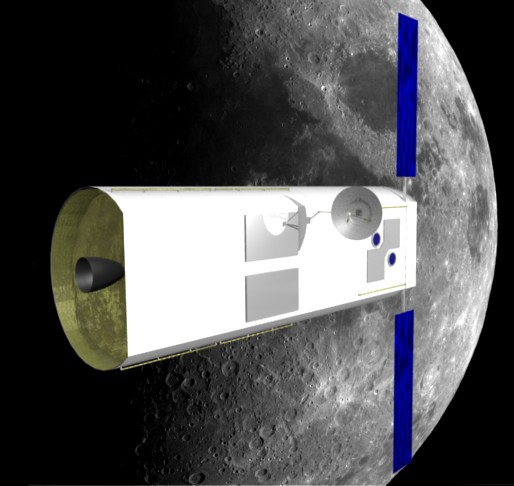
Vehicle de Transferència lunar en ruta de la Terra a la Lluna

El vehicle de transferència lunar consistia en un únic mòdul Spacehab amb equips de comunicacions, panells solars i una etapa de reforç afegit. El vehicle de transferència lunar hauria portat a la tripulació en el seu viatge des de la Terra a la Lluna. Hauria quedat en òrbita lunar mentre la tripulació descendeix a la superfície lunar.

#### Hàbitat de la base lunar
L'hàbitat lunar constava de tres mòduls Spacehab i una etapa de descens. També hauria contingut altres equips com ara panells solars, radiadors i equips de comunicacions.

#### Etapa d'ascens
L'etapa d'ascens hauria d'haver estat utilitzada per la tripulació per tornar a una òrbita lunar des de la superfície de la lluna. A diferència del Mòdul Lunar del Programa Apollo, l'etapa d'ascens no havia d'haver mantingut una atmosfera respirable. A causa d'això, un vestit espacial de protecció hauria de ser emprat durant tot el vol per protegir els astronautes de les dures condicions de l'espai.

### Perfil de la missió
Els components principals del maquinari de la missió s'haurien muntat en una òrbita terrestre baixa. A continuació, la pila hauria augmentat a una òrbita lunar. Els astronautes s'haurien transferit del vehicle de transferència lunar a l'etapa d'ascens. Després d'una desorbitació i cremada de frenada, l'hàbitat de la base lunar i l'etapa d'ascens s'haurien desembarcat a la superfície lunar. Després d'això, la tripulació hauria desempaquetat i creat la nova base lunar per a futures operacions. Una vegada que les operacions lunars es van completar, la tripulació anava a traslladar-se a l'etapa d'ascens, on entrarien en una òrbita lunar i atracarien amb el vehicle de transferència lunar on haurien romàs per al viatge de tornada a la Terra.

## Plans futurs
Una vegada que s'hagués construït una base sobre la Lluna s'esperava que s'hagués establert un hotel lunar. Tanmateix, no se sap com hauria estat això factible econòmicament a causa que encara no s'havia desenvolupat un accés a l'espai de baix cost (possiblement de vehicles d'una etapa en l'òrbita o de dues etapes en l'òrbita).